# Palacio de Seehof
El palacio de Seehof (en alemán: Schloss Seehof) es un palacio campestre alemán del siglo XVII, la antigua residencia de verano de los príncipes-obispos del obispado principesco de Bamberg. Fue construido entre 1684 y 1695 como residencia de verano y pabellón de caza para Marquard Sebastian von Schenk von Stauffenberg, el entonces príncipe-obispo. Se encuentra a las afueras de Memmelsdorf, en el distrito de Bamberg, a unos cinco kilómetros al noreste de la ciudad de Bamberg, en la región de la Alta Franconia de Baviera. Está rodeado por un parque de veintiuna hectáreas, anteriormente de estilo barroco. Cuenta con varios estanques dedicados a la piscicultura (incluida la cría de carpas).

## Historia

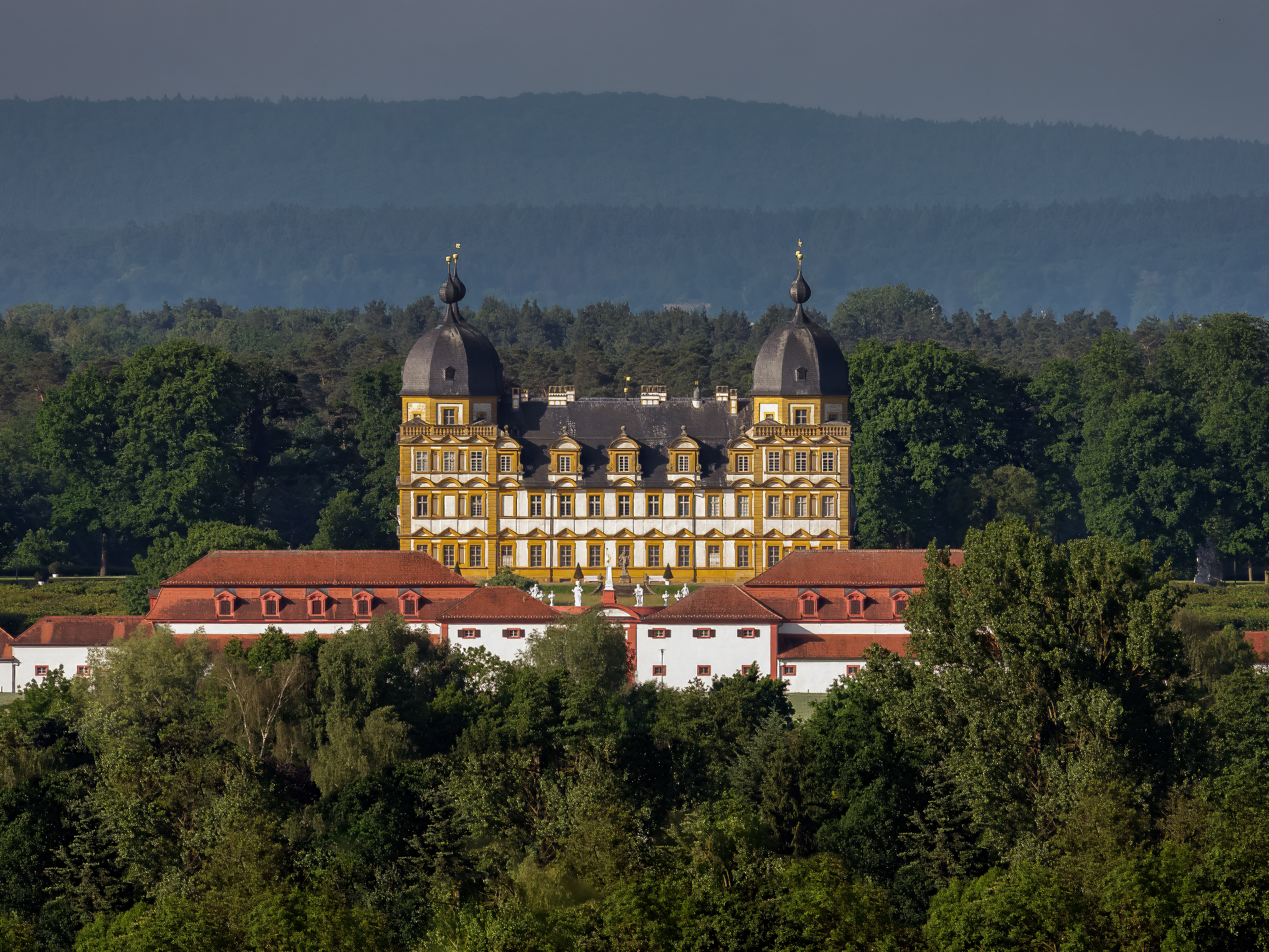
Vista lejana del palacio

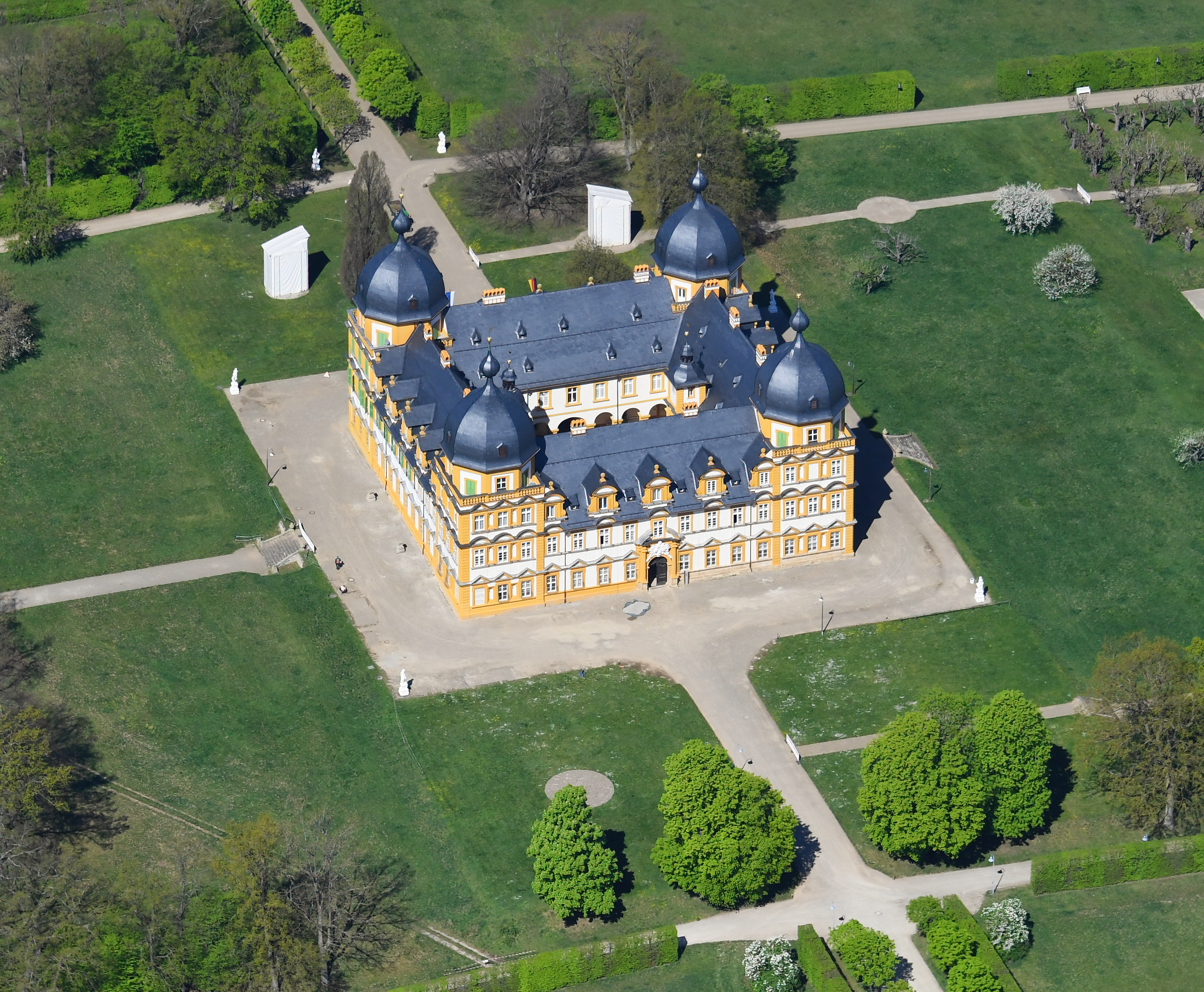
Vista aérea del palacio

En el siglo XV se construyó un pequeño pabellón de caza en este lugar. El príncipe-obispo Marquard Sebastian von Schenk von Stauffenberg disfrutaba del área rural alrededor de Memmelsdorf y por ello solicitó al arquitecto de origen italiano Antonio Petrini que reemplazara la vieja propiedad por un palacio de arquitectura barroca entonces de moda y las obras se llevaron a cabo en 1684-1695.: 228 
El príncipe-obispo Lothar Franz von Schönborn hizo diseñar y construir un parque con fuentes, estatuas, bosquetes y un théâtre de verdure, pero fue sobre todo el príncipe obispo Adam Seinsheim (1708-1779) quien lo embelleció entre 1757 y 1779 con un laberinto (que ya no existe), juegos de agua y una numerosa serie de estatuas barrocas (más de 400), en particular las de Ferdinand Tietz (1708-1777), como en la rosaleda de Bamberg del nuevo palacio de los príncipes-obispos en Bamberg, conocida como la Nueva Residencia.
Los rediseños posteriores incluyen la sala Blanca en el ala oeste, creada también durante el obispado de Johann Philipp Anton von Franckenstein en la década de 1750.
Después de la confiscación de las propiedades de la iglesia en 1803 y de la secularización de sus tierras, Seehof pasó a manos de sucesivas familias durante ciento cincuenta años. La apariencia del palacio se fue modificando a lo largo de esos años: el jardín perdió su diseño francés, las cascadas ya no funcionaron y las estatuas cambiaron de lugar y algunas se vendieron (se encuentran en el Museo Metropolitano de Arte de Nueva York).
El Estado Libre de Baviera adquirió la finca en 1975. Las obras de restauración del palacio continuaron hasta 1990. Nueve habitaciones se abrieron enseguida al público, mientras que las colecciones de obras de arte se enriquecieron con nuevas piezas.

## Descripción
El palacio actual está ubicado en un gran parque. Su planta en cuadrilátero alrededor de un patio interior está inspirado en el castillo de Johannisburg (1605-1614) situado en Aschaffenbourg, la nueva residencia de los príncipes-obispos de Maguncia. Los cuatro pabellones de las esquinas están coronados por torres octogonales achaparradas con prominentes tejados de pizarra con adornos de bolas perforadas. Las fachadas están fuertemente segmentadas por grandes ventanas (con hastiales triangulares en la planta baja y arcos en la planta superior). Cada fila de ventanas está apoyada en una cornisa. El patio interior presenta dos pequeñas torres de reloj y una arcada que lo rodea en la planta baja en los cuatro lados.: 228 

Vistas del exterior
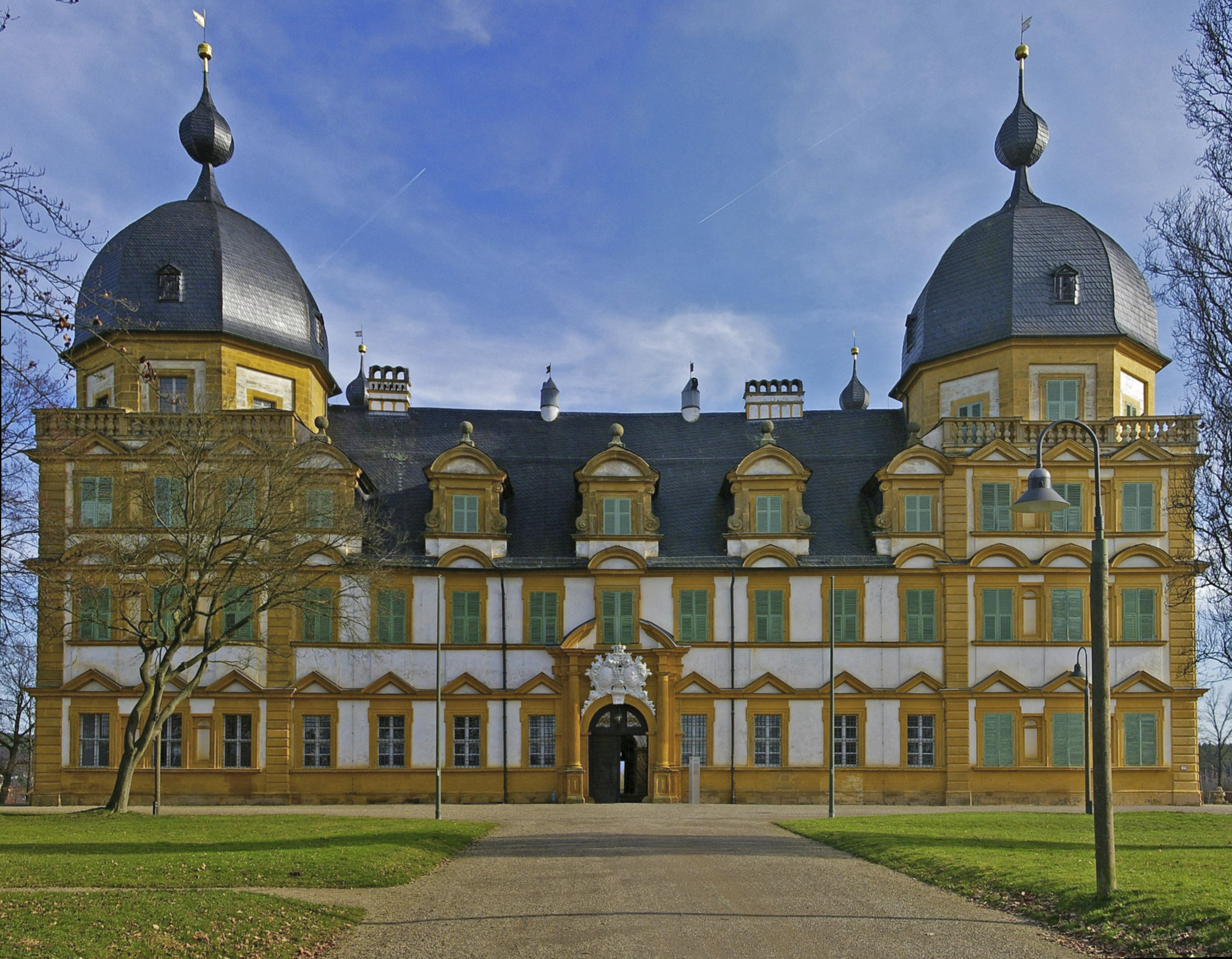
Fachada  de honor
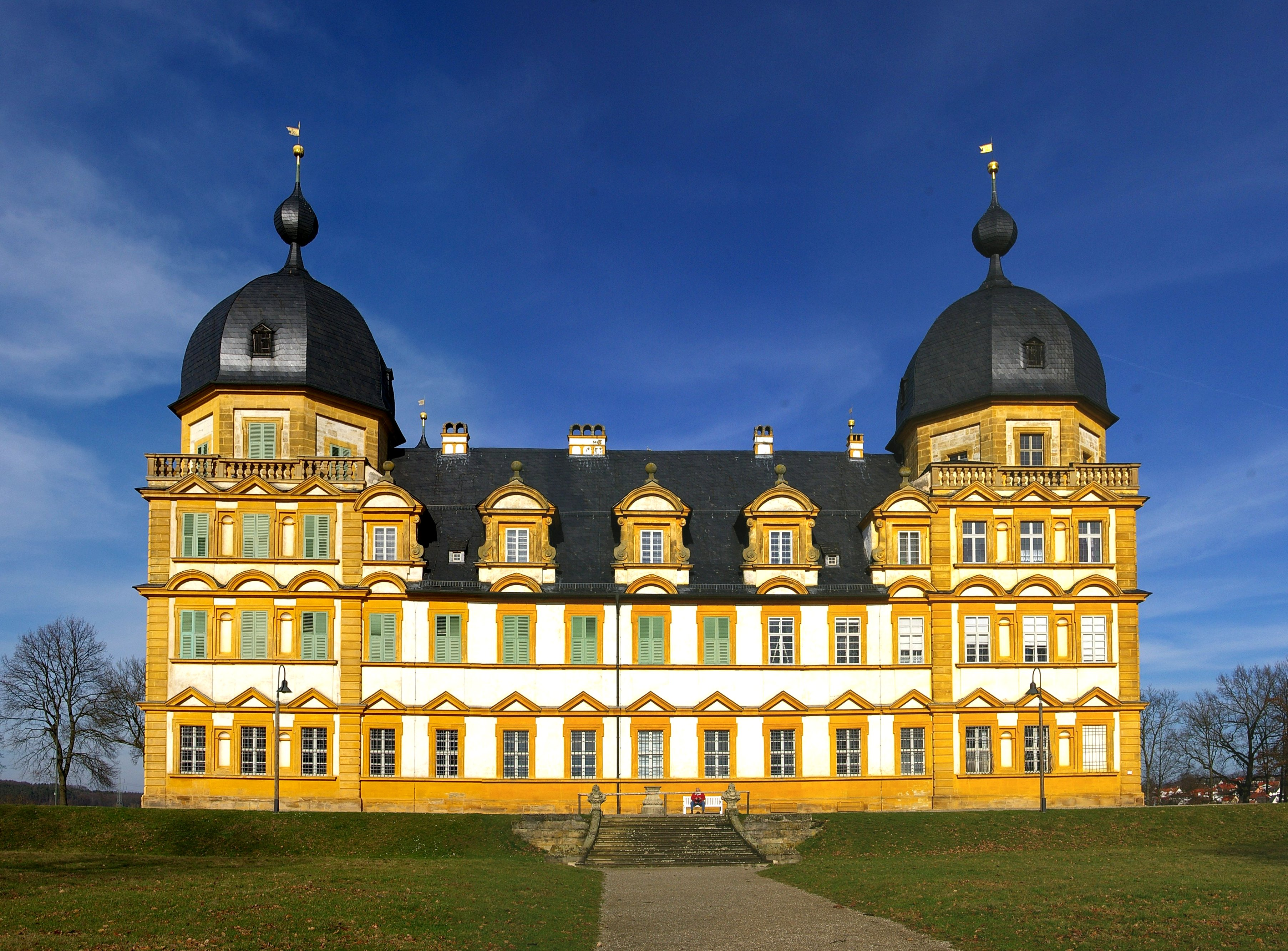
Fachada del lado del parque
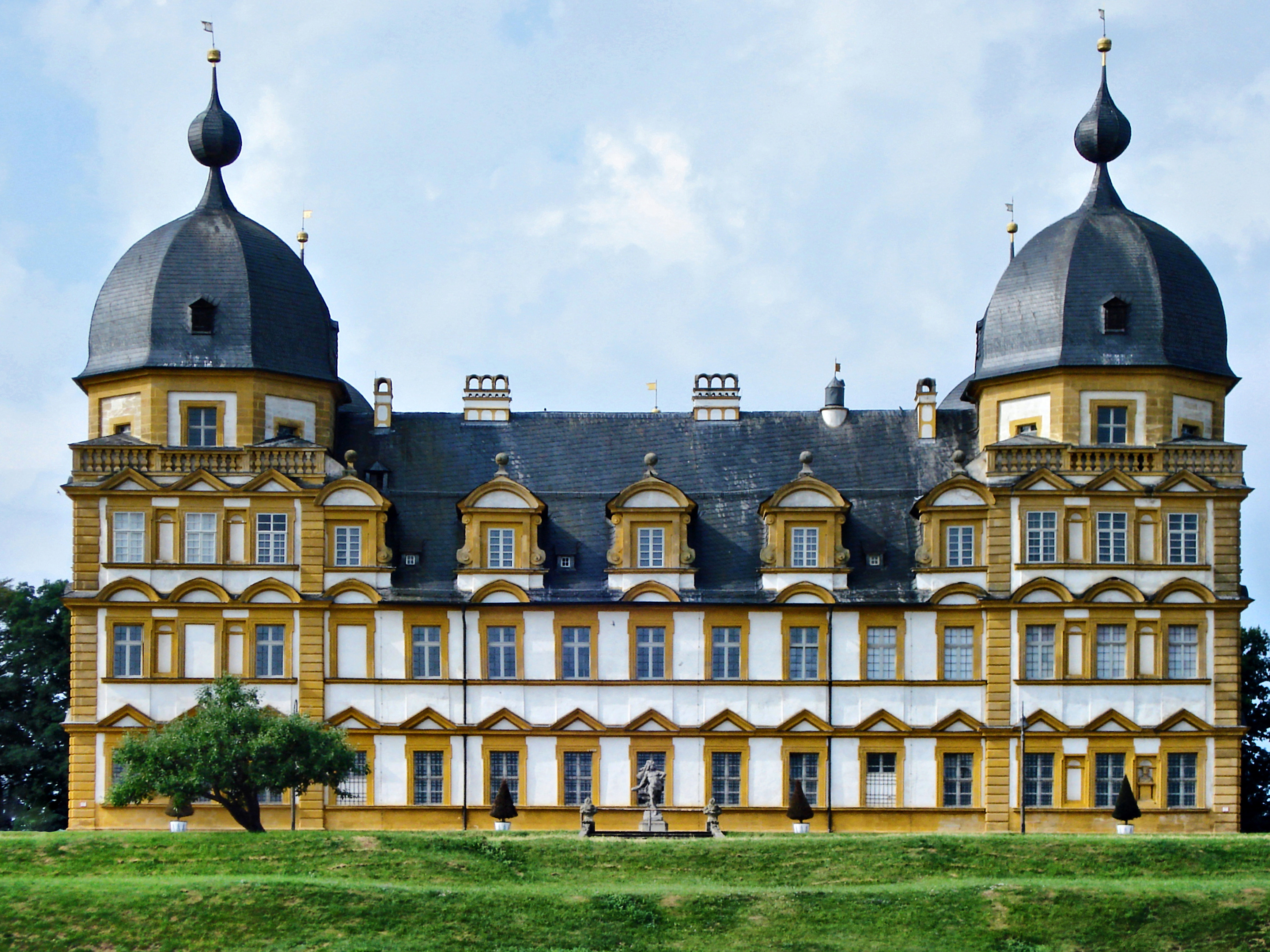
Fachada lateral del palacio
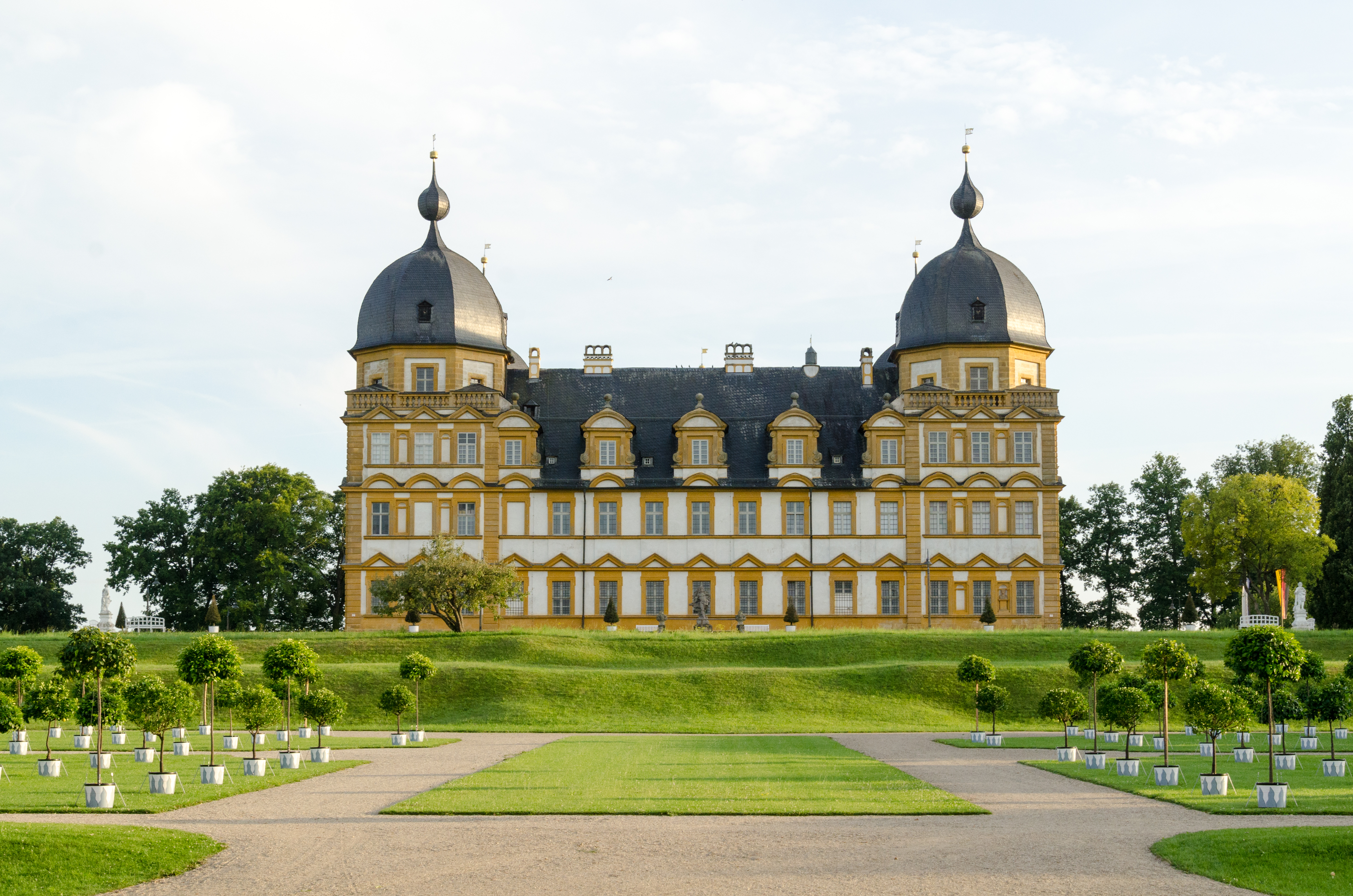
Fachada del lado del invernadero
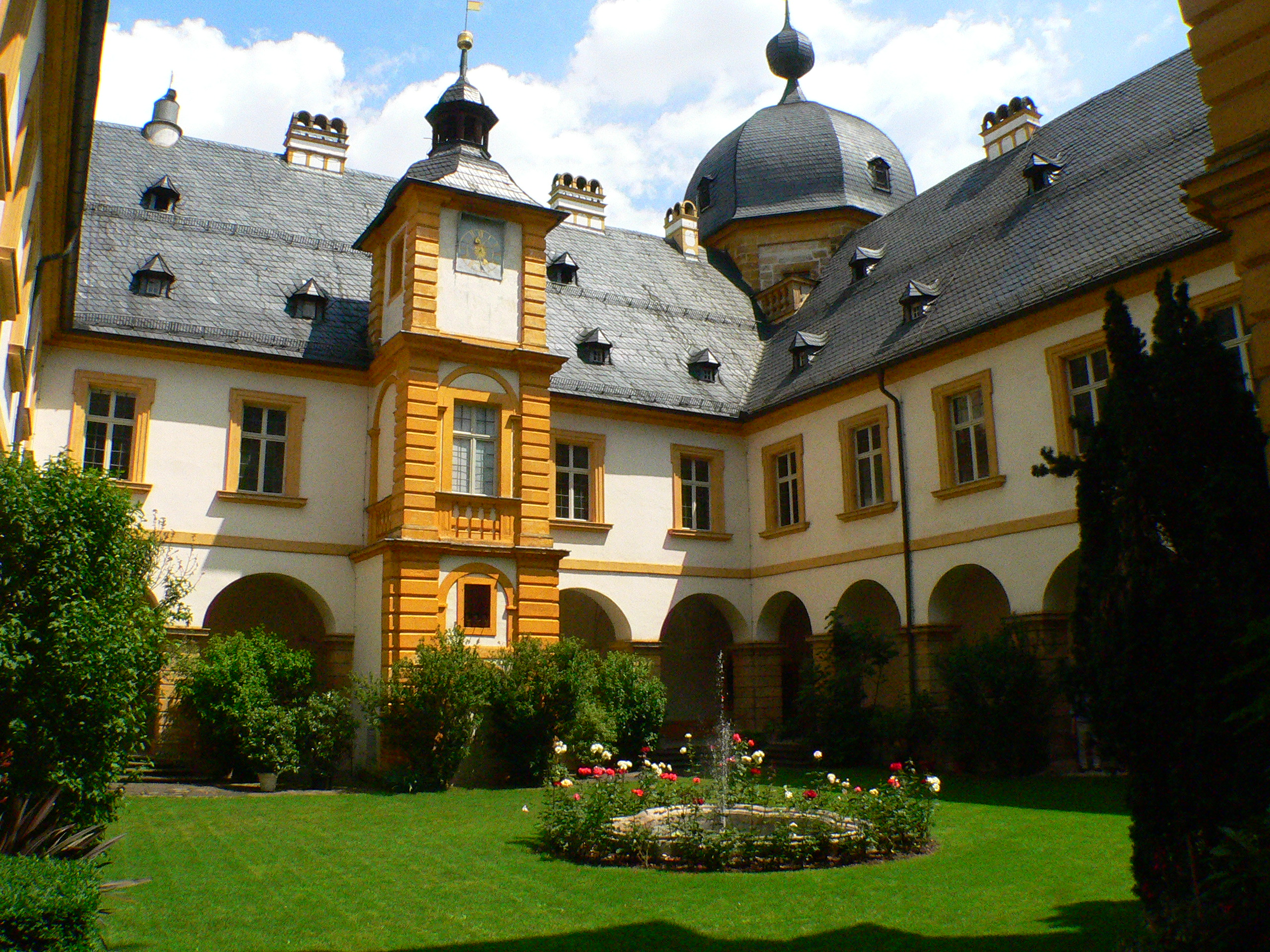
Detalle del patio interior

El interior en su mayoría data de la década de 1730. Balthasar Neumann y J.J.M. Küche participaron en los diseños. La capilla del palacio en la planta baja tiene un altar rococó que fue hecho en estuco por Antonio Bossi basado en un dibujo de Küchel. La pintura del altar es  Die Heiligen drei Könige  (Los Tres Reyes Magos) de Johann Rottenhammer (ca. 1600). La parte central de la planta superior está ocupada por un vuelo de habitaciones barrocas con la sala rococó en el medio. Sus paredes estaban cubiertas por yeso "mármol" y relieves pintados por  F.A. Decourt. El techo tiene una pintura de Giuseppe Appiani, que muestra a la diosa del alba (1752).: 228 

Vistas del interior
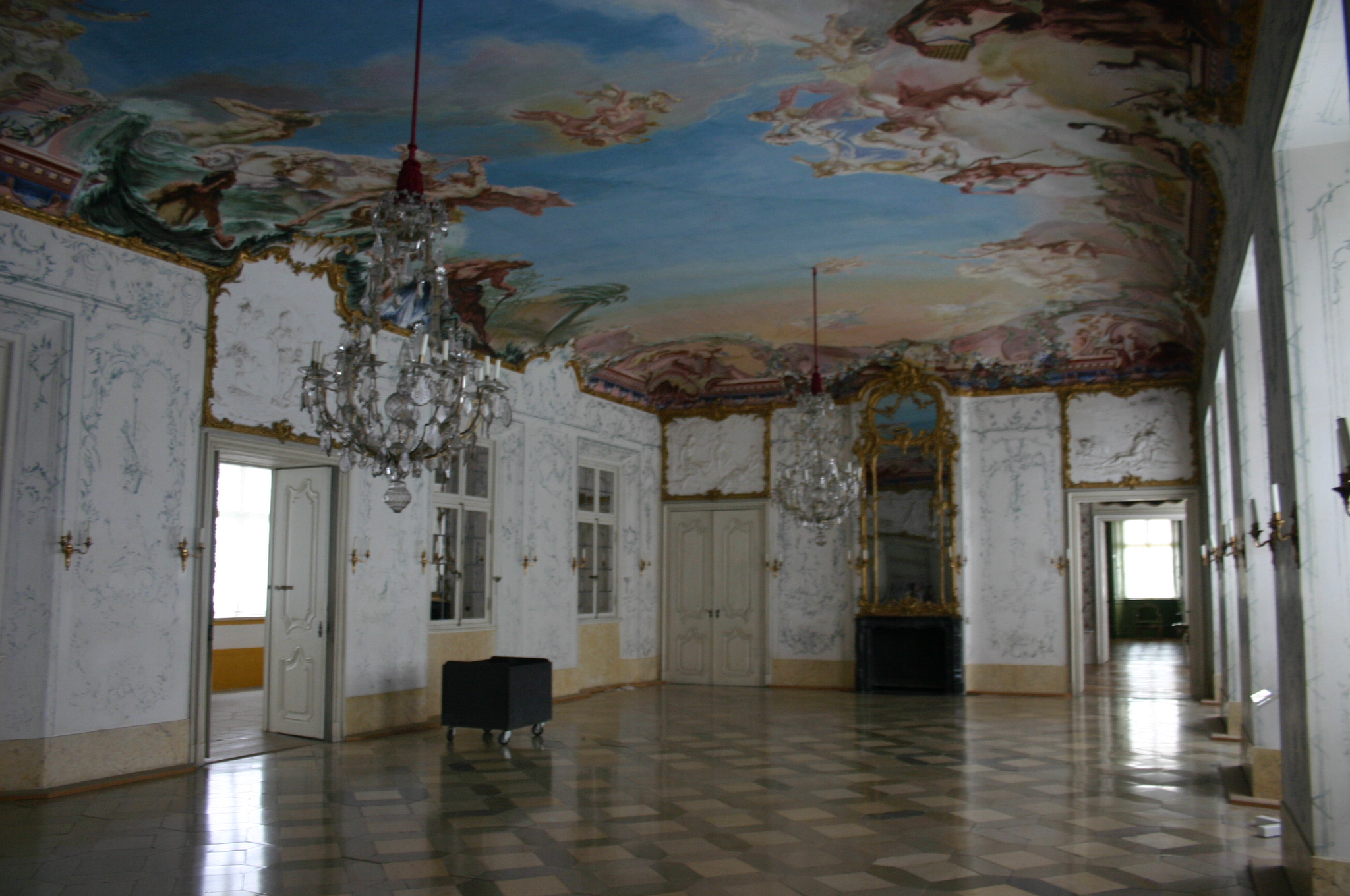
Vue du grand salon blanc d'apparat, avec son plafond de Giuseppe Appiani
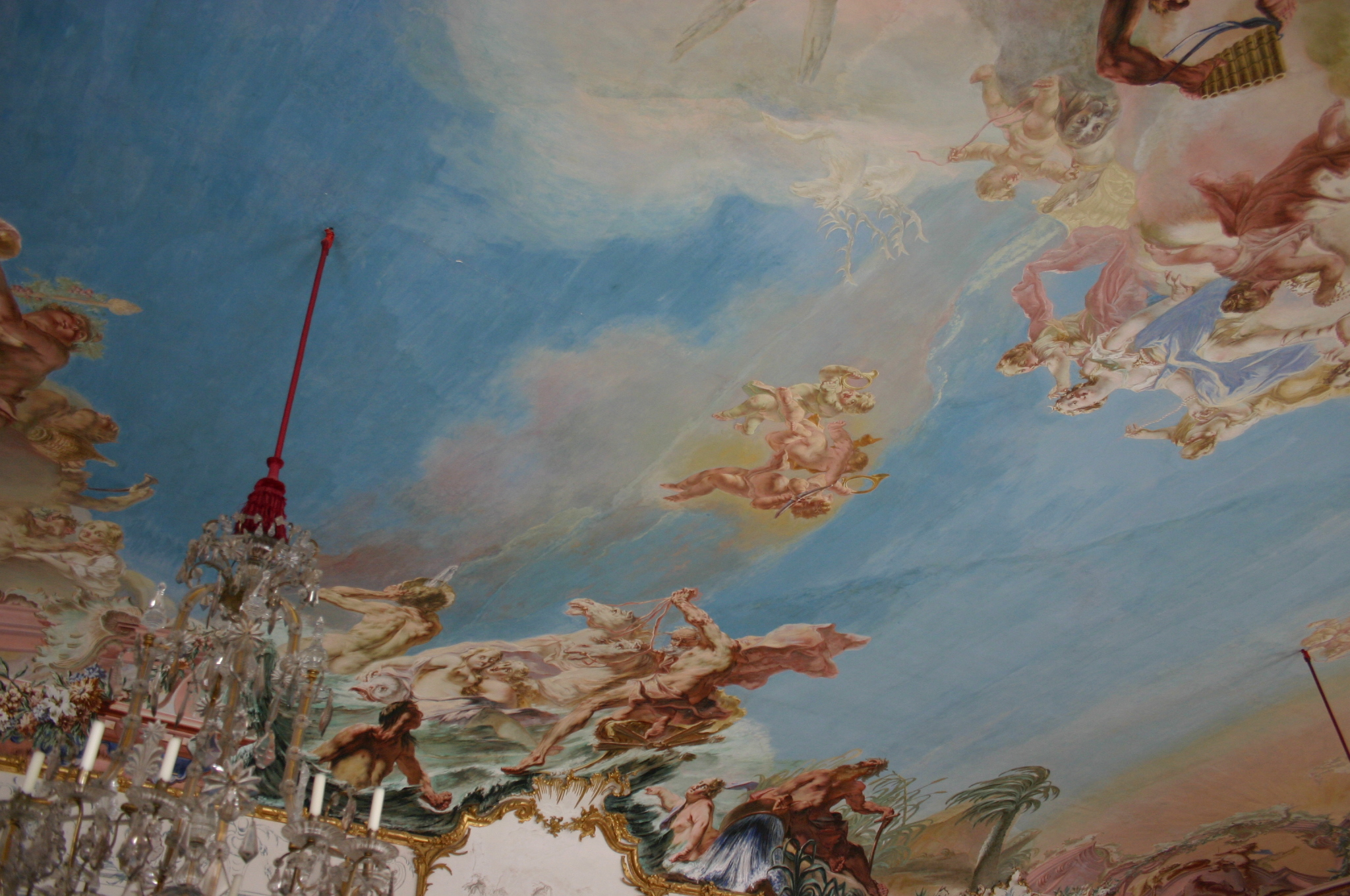
Détail du plafond d'Appiani représentant la flèche de l'Amour
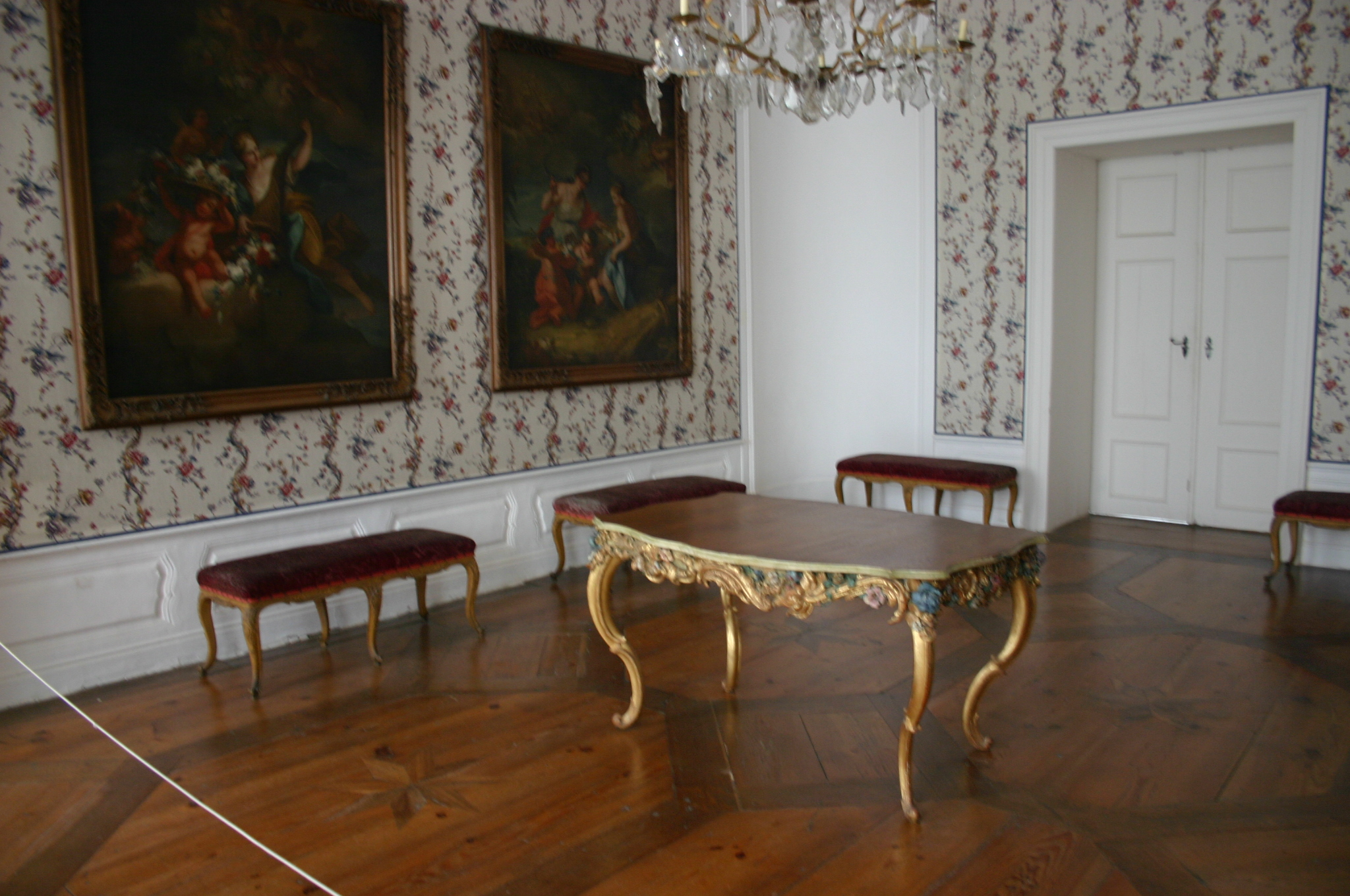
Antichambre du prince-évêque, servant de salle d'attente avant les audiences
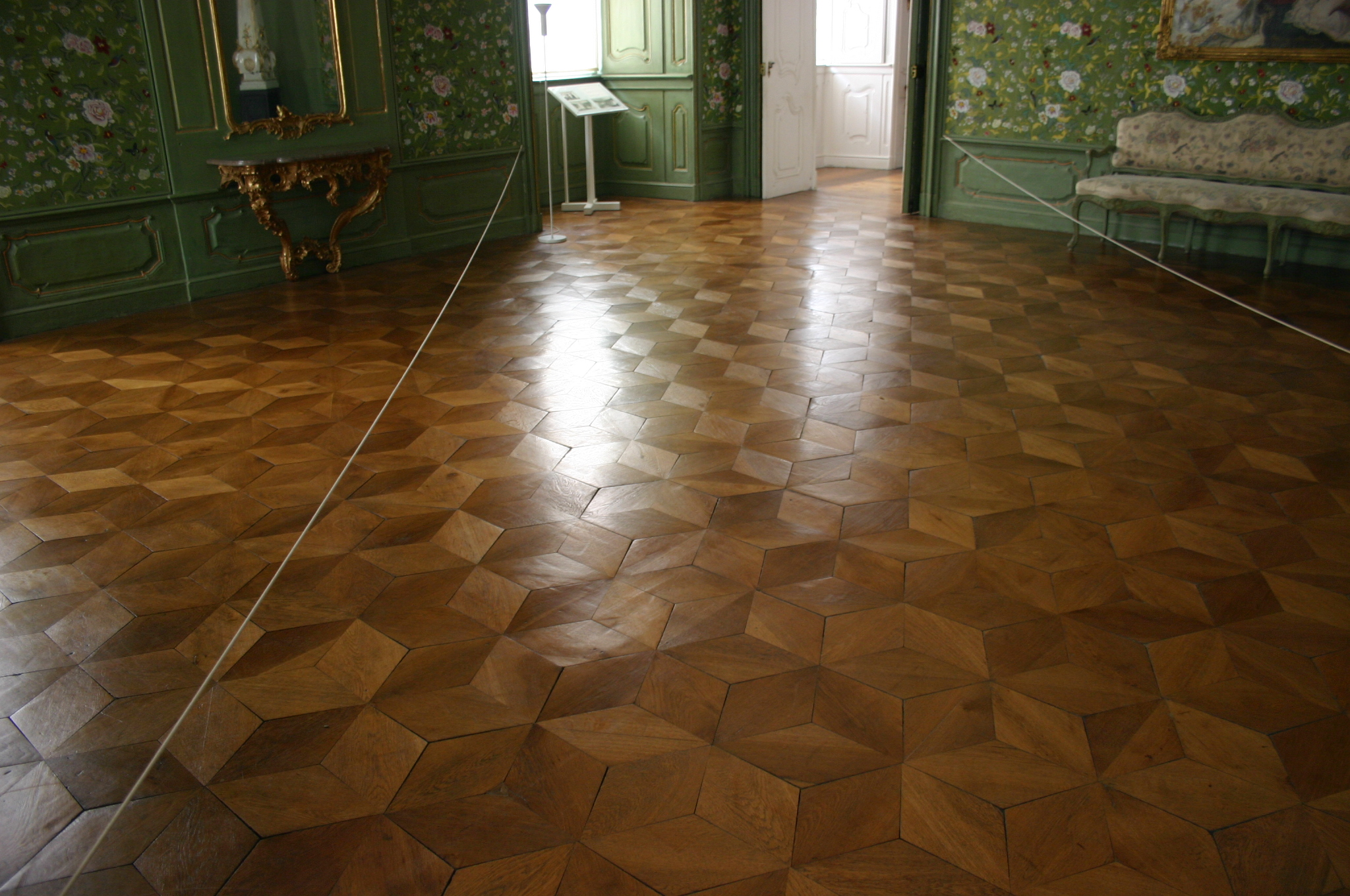
Parquet de la salle d'audience

El parque tiene hoy una apariencia diferente a la original, cuando se erigió durante el obispado de Lothar Franz von Schönborn a principios del siglo XVIII, ya que los estanques, cascadas y fuentes se drenaron en 1803-18066, después de que la tubería de agua de Stammberg hubiese sido cortada. La mayoría de las alrededor de 400 figuras creadas por los escultores Ferdinand Tietz, Gollwitzer y Trautmann en la década de 1760 fueron destruidas o vendidas después de la secularización. Algunos de estos grupos se encuentran actualmente dispersos por el área de Bamberg o fueron llevados al Museo Nacional Germano en Núremberg. Hoy, algunos han sido devueltos y están en exhibición en la Orangerie occidental. En las décadas de 1960 y 1970, los jarrones y los bancos se vendieron a compradores privados. Después de 1995, el parque fue restaurado, incluida la cascada. El acceso al parque es por cinco puertas ornamentales de hierro forjado, flanqueadas por dos casas de guardia que fueron construidas por Küchel. Los seis pilares están coronados por leones y jarrones creados por Peter Benkert. La entrada más pequeña de la villa se debe a B. Neumann y Küchel. Las extensas Orangeries fueron utilizadas por Adam Friedrich von Seinsheim  en la década de 1770 para la escenificación de obras de teatro. En ese momento, las habitaciones de huéspedes en el ala oeste todavía tenían una vista directa de la Nueva Residencia en Bamberg. El parque cuenta con setos de carpe que tienen más de 300 años y arboledas de tilos de 250 años.: 228–9 

Vistas del parque
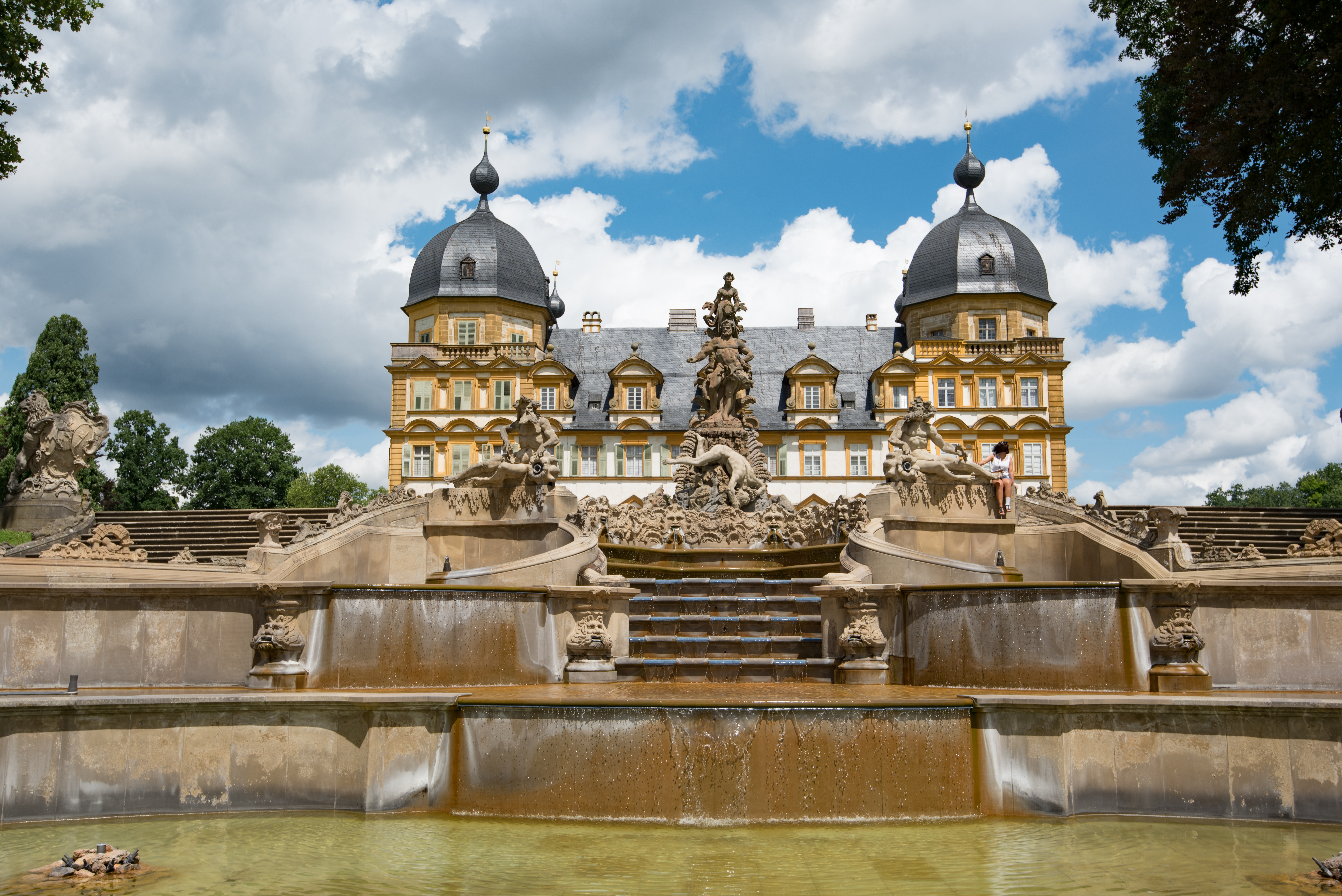
Cascada dedicada a Neptuno
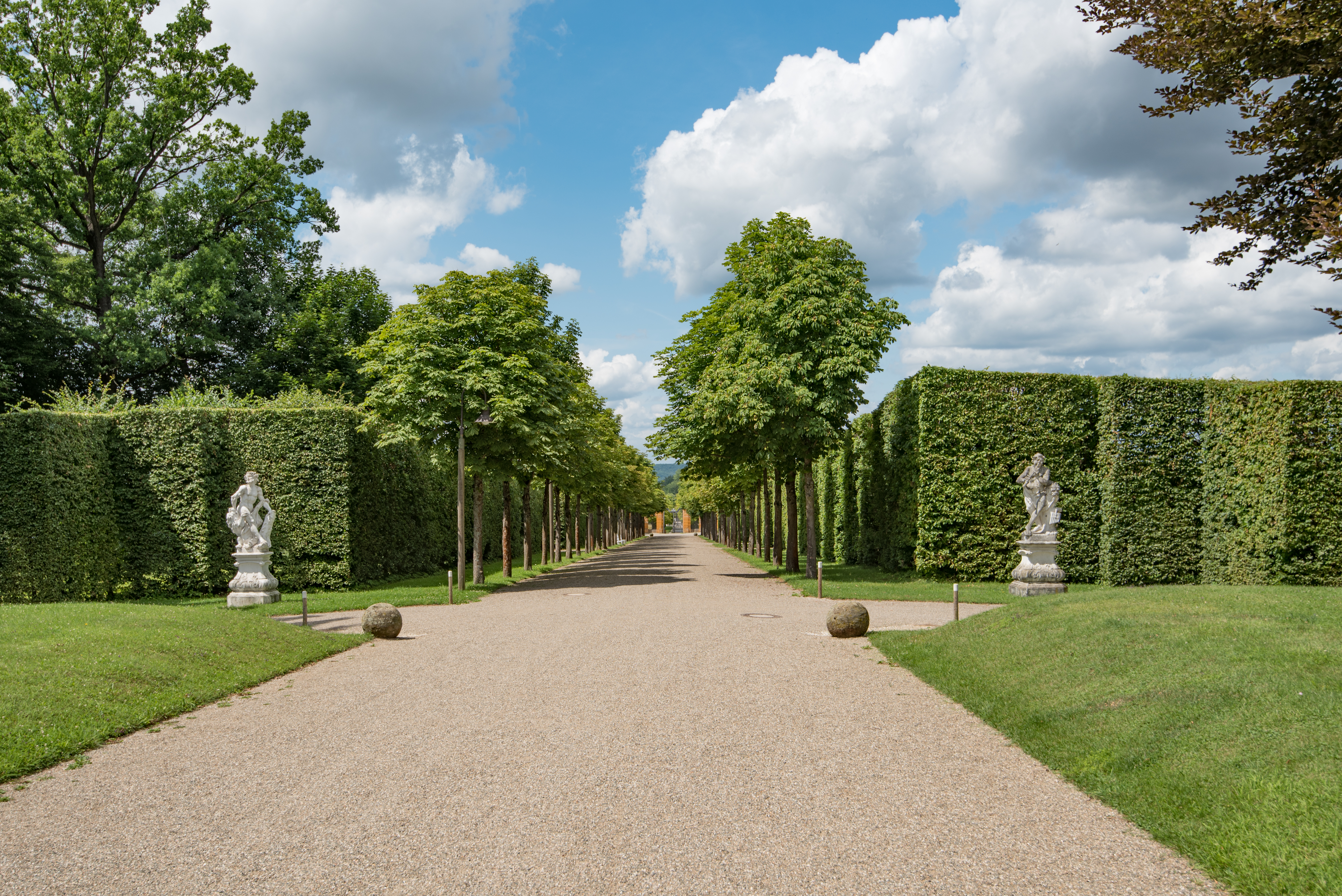
Paseo del parque
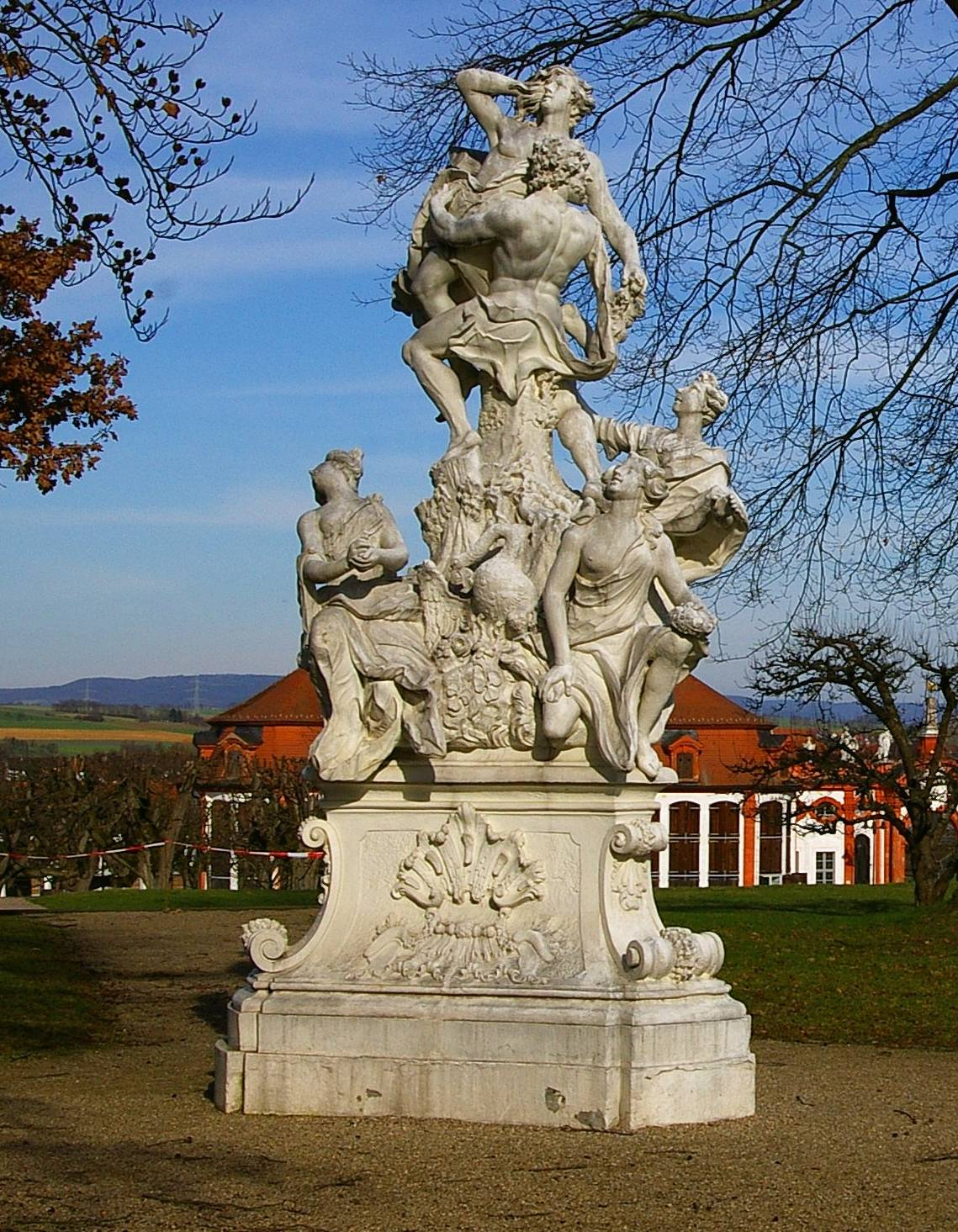
El rapto de Proserpina, obra de Ferdinand Tietz (1708-1777)
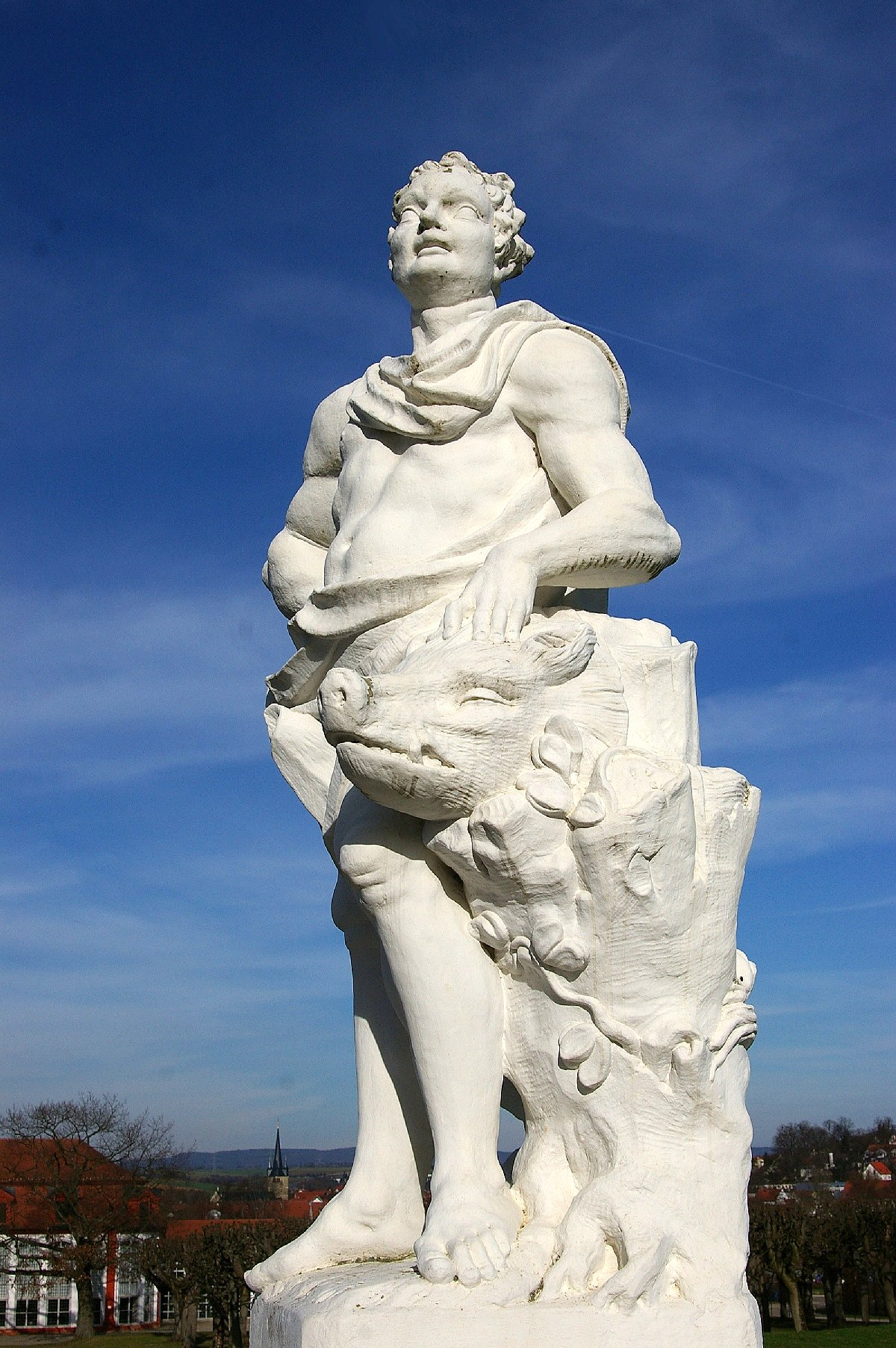
Meleagro y el jabalí de Calidón, obra de Ferdinand Tietz

### La cascada

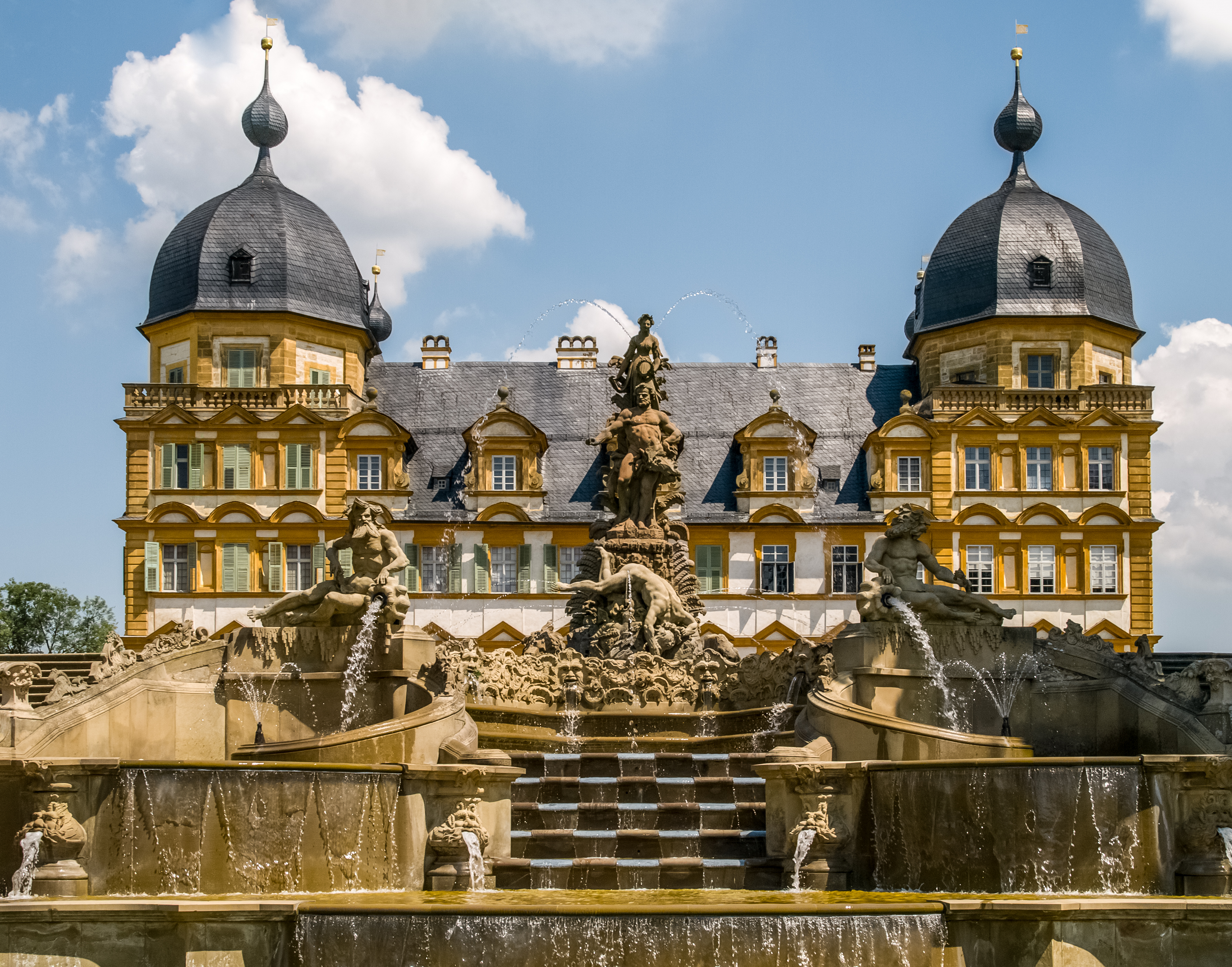
La cascada de Neptuno

El príncipe-obispo Adam de Seinsheim construyó entre 1764 y 1771 una cascada de juegos de agua, dedicada a Neptuno, para marcar su rango. Los planos son de Johann Michael Fischer y las estatuas de Ferdinand Tietz. Un canal subterráneo de  640 m  incluso está excavado, mientras que las fuentes se alimentan de diferentes fuentes. El conjunto se encontraba en un gran estado de abandono cuando el Estado de Baviera compró el castillo y los juegos de agua ya no funcionaban. La restauración duró veinte años, y la cascada se inauguró nuevamente, el 22 de julio de 1995.

### El invernadero
El invernadero de Seehof, con sus estatuas, su torre de Memmelsdorf y sus dos alas, es el invernadero más famoso de Franconia. Un primer invernadero fue construido por el margrave de Schönborn en 1723, cuando su sucesor y sobrino, el margrave de Schönborn-Buchheim (1674-1746),  (1674-1746), decidió en 1733 construir uno nuevo según planos de Balthasar Neumann. El trabajo fue dirigido por Justus Heinrich Dientzenhofer (1702-1744), miembro de la famosa familia de arquitectos y primo de Kilian Ignace Dientzenhofer. El ala oeste alberga ahora un museo dedicado a Ferdinand Tietz.

Vistas del invernadero
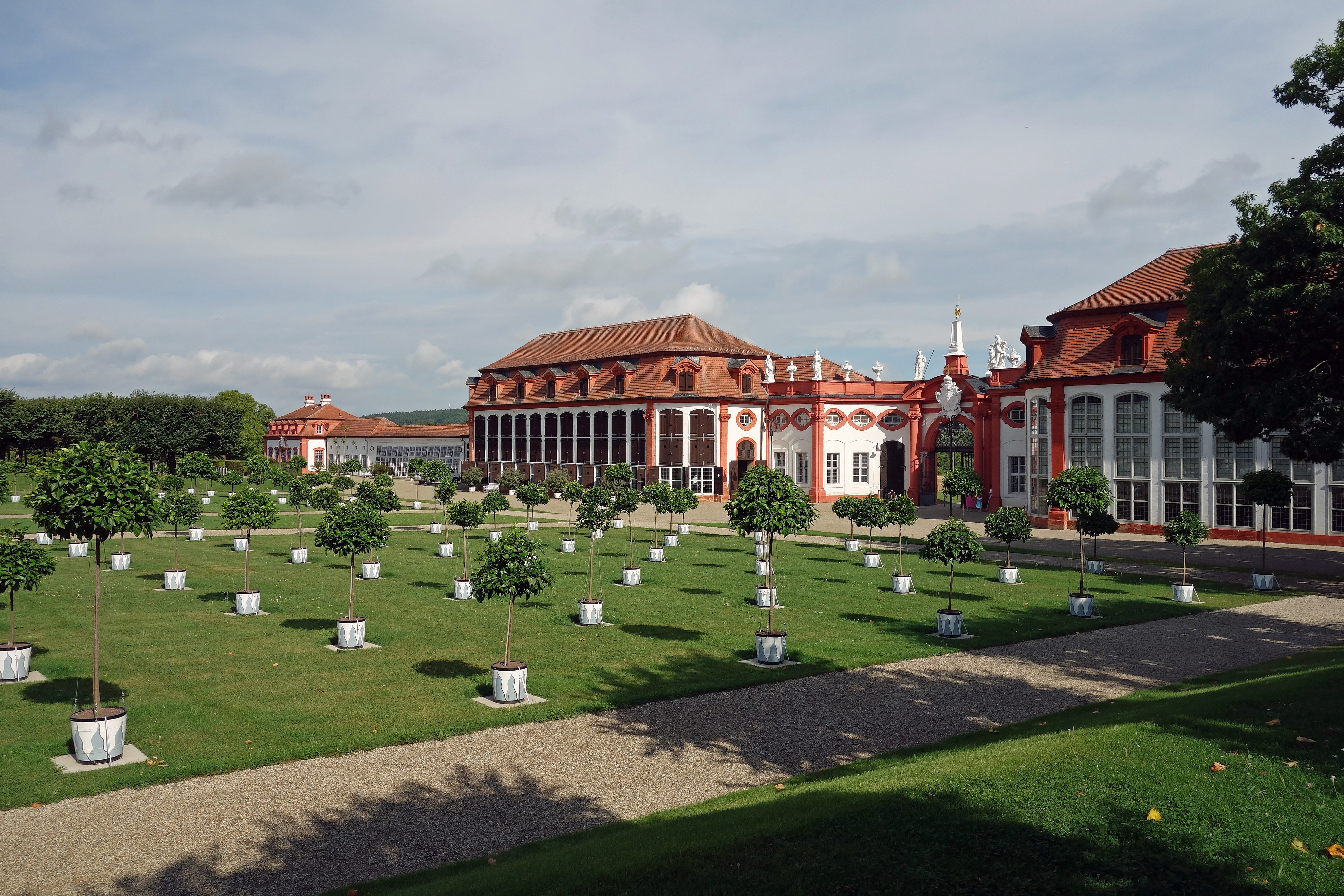
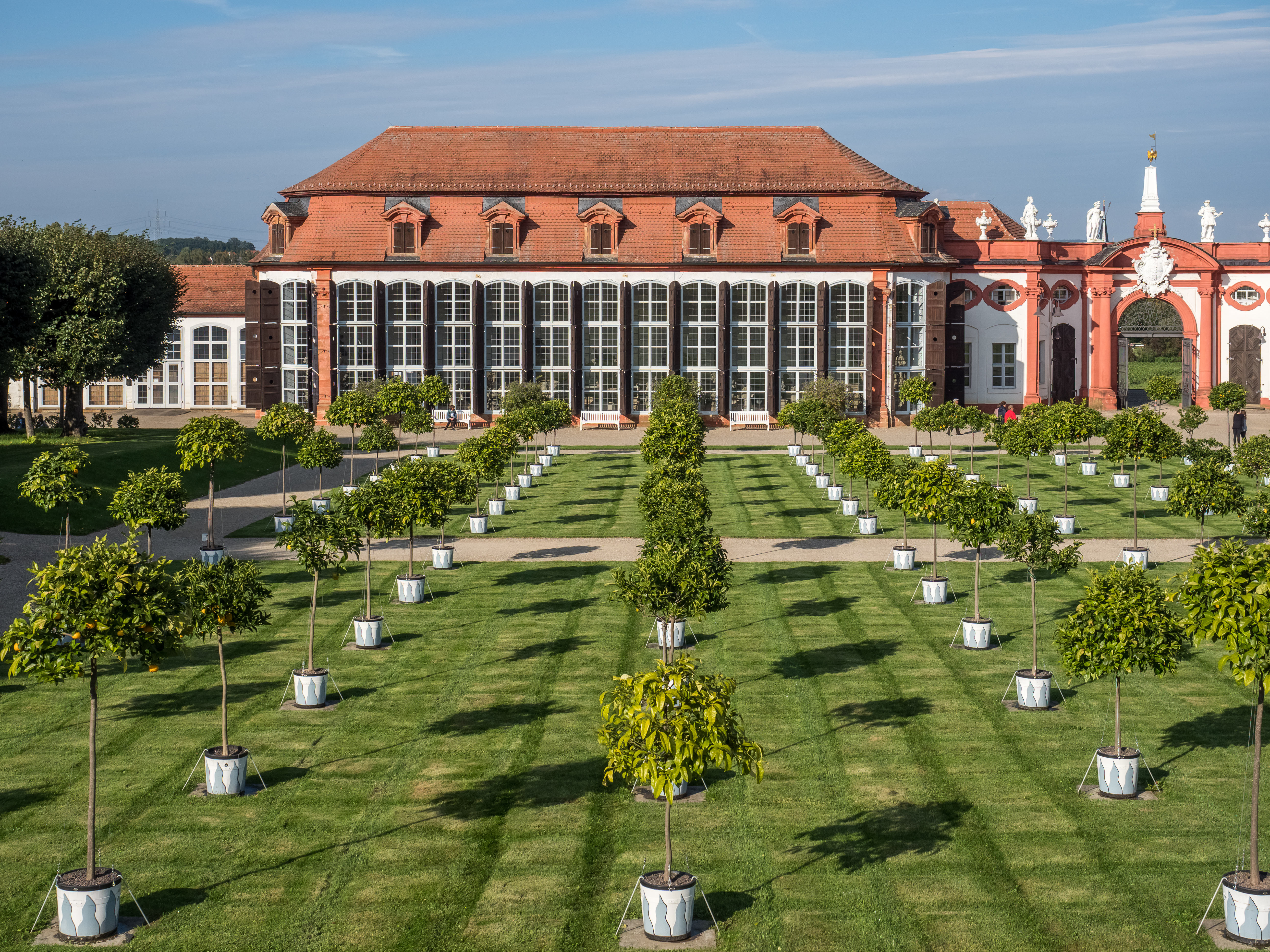
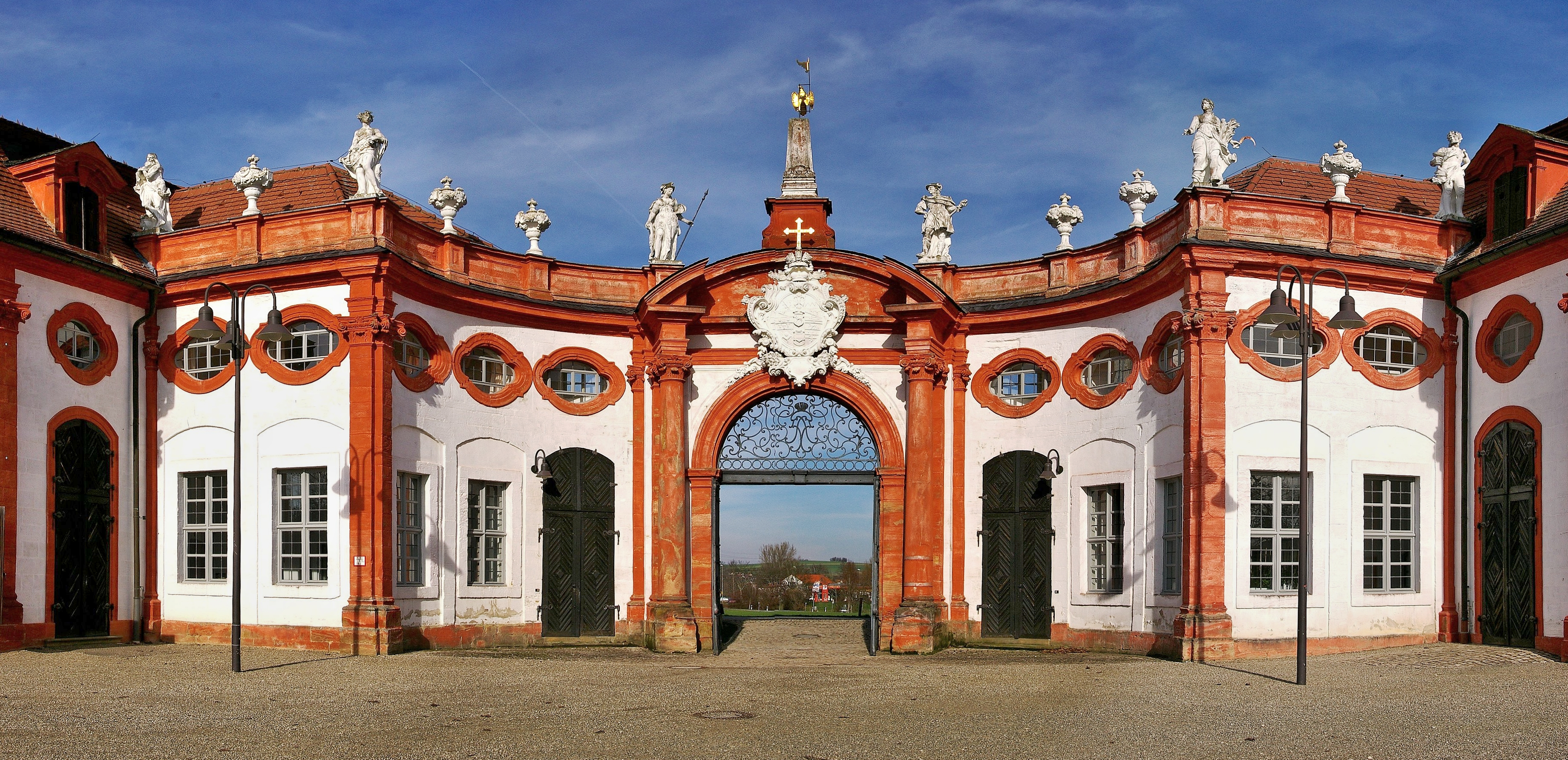
Vista de la puerta de Memmelsdorf del invernadero
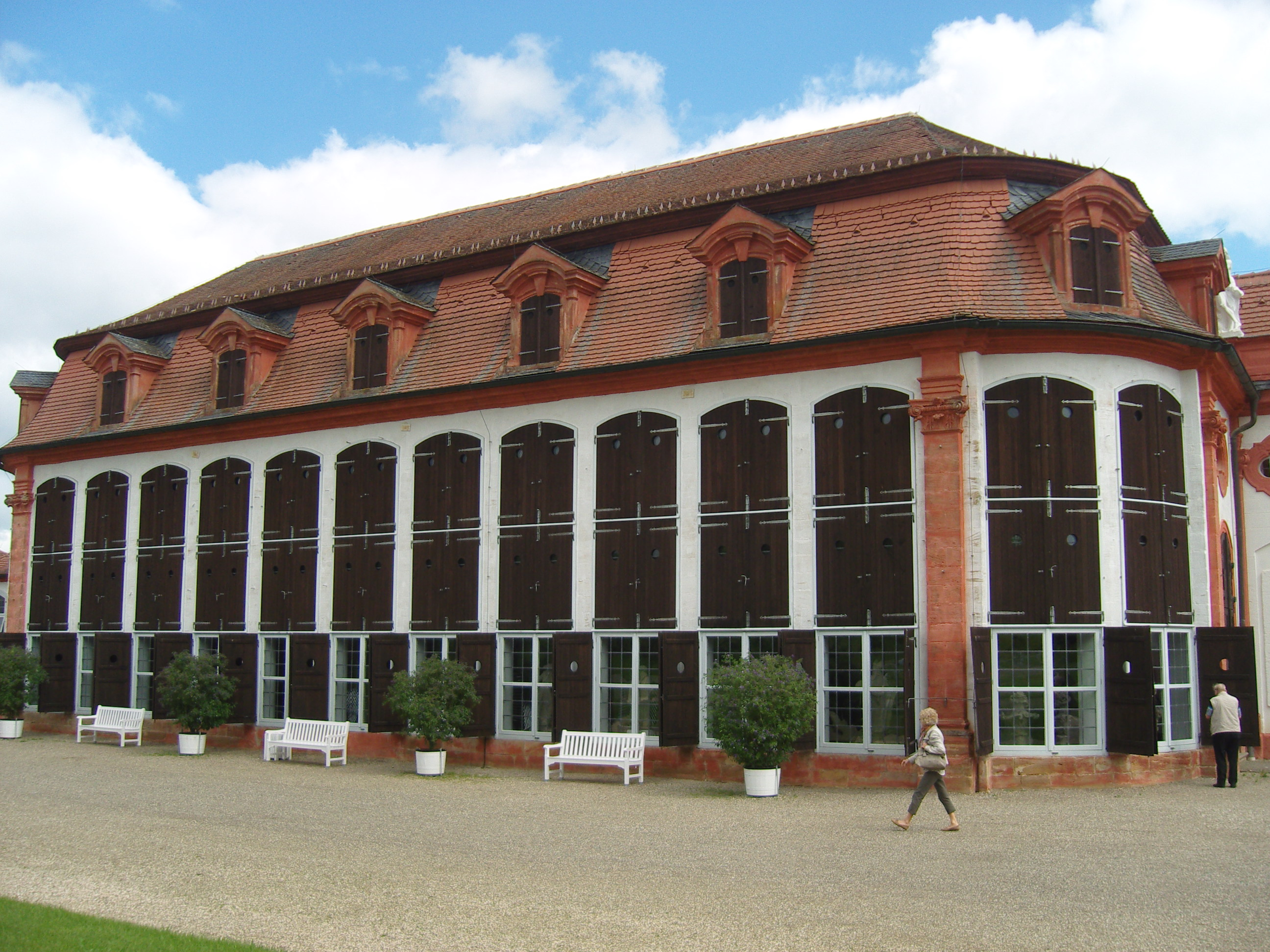
Vista del invernadero

Vistas del museo Tietze
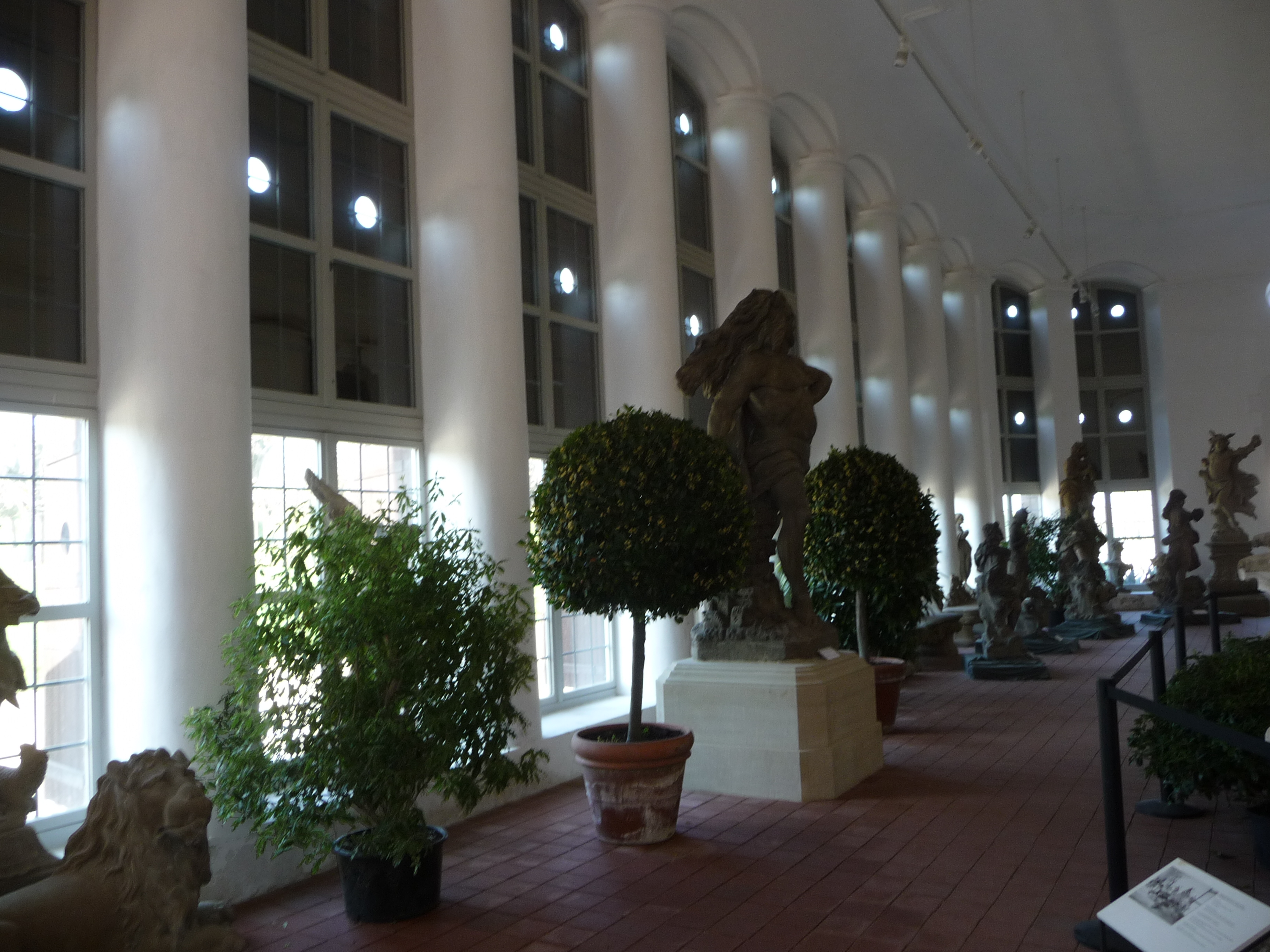
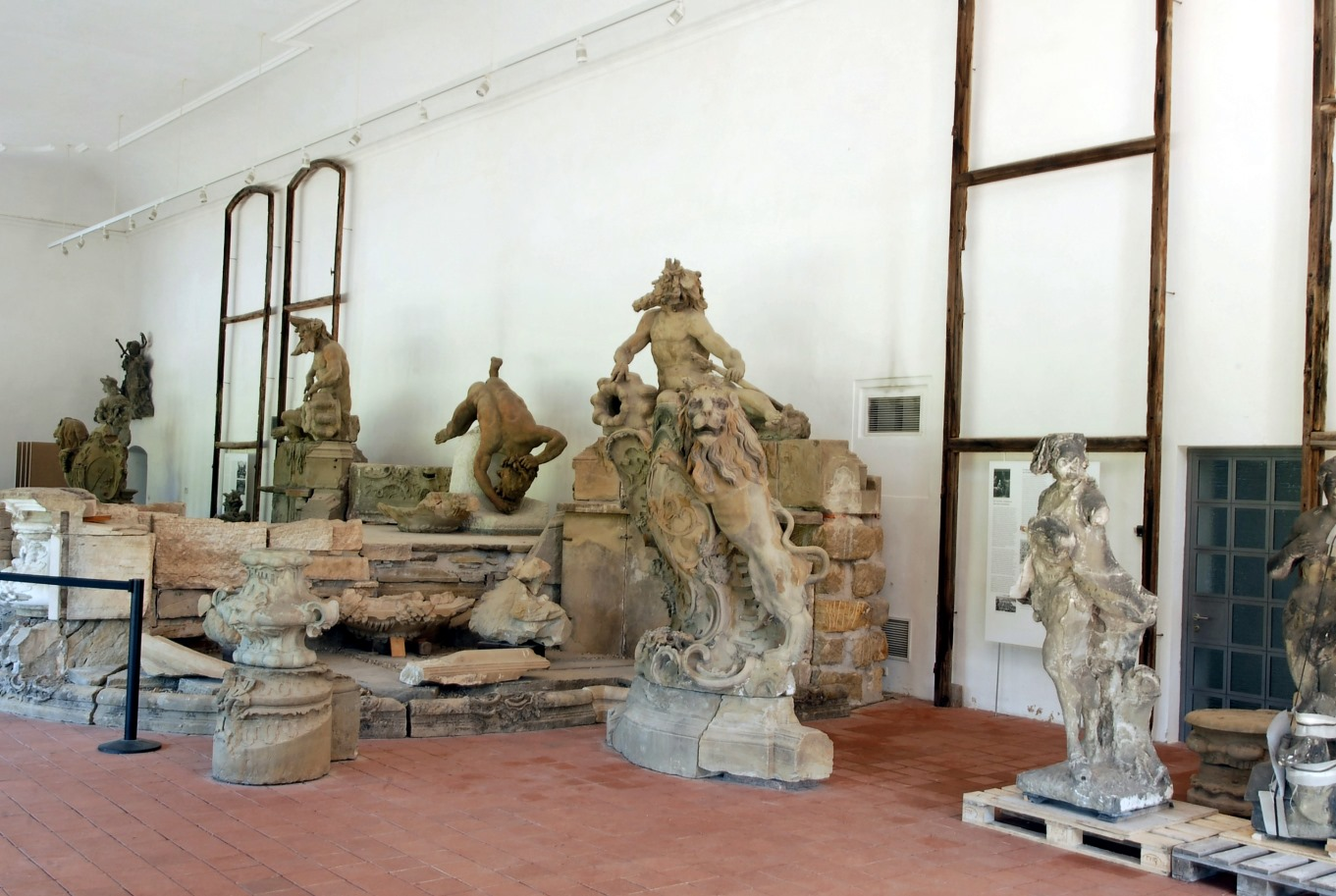

## Hoy
El palacio está administrado por la Administración Bávara de Palacios, Jardines y Lagos (Bayerische Verwaltung der staatlichen Schlösser, Gärten und Seen) de propiedad estatal. Está parcialmente abierto al público. La mayor parte del edificio está ocupado por el Bayerisches Landesamt für Denkmalpflege (Oficina Estatal de Baviera para la Protección de Monumentos). Un total de nueve salas representativas del período de esplendor están abiertas al público. La capilla está disponible para bodas y algunas de las habitaciones del palacio se pueden alquilar para eventos privados.